# Heather Graham
Pour les articles homonymes, voir Graham.
Ne doit pas être confondu avec Heather Graham Pozzessere.
Heather Graham [ˈhɛðɚ ˈɡɹeɪəm] est une ancienne mannequin, actrice et productrice américaine, née le 29 janvier 1970 à Milwaukee (Wisconsin).
C'est dans les années 1980 qu'elle commence sa carrière. Après un bref passage par le mannequinat, elle s'illustre dans le cinéma indépendant. Elle est considérée comme un sex-symbol dans les années 1990, notamment grâce à sa participation à de nombreux films dont Twin Peaks: Fire Walk with Me, Swingers, Nowhere, Boogie Nights, Austin Powers 2 : L'Espion qui m'a tirée. 
Durant la décennie suivante, elle joue dans de nombreuses comédies romantiques et séries B. Se démarquent quelques productions comme Trop, c'est trop !, From Hell, Feu de glace, Le Gourou et les Femmes, Mary, Cake, Bobby.
Puis, elle se tourne progressivement vers la télévision. Elle est l'héroïne de la série de téléfilms Les Enfants du péché (2014-2015) et elle joue des rôles réguliers dans diverses séries télévisées comme Californication (2014), Flaked (2016-2017), Angie Tribeca (2016-2018), la mini-série saluée Law and Order True Crime (2017) et Le Fléau (2020).

## Biographie

### Jeunesse et formation
Heather Joan Graham est née le 29 janvier 1970 à Milwaukee, dans le Wisconsin à l'hôpital St. Michaels et est l'aînée de deux enfants. 
Son père, Jim, est un ancien agent du FBI et sa mère, Joan (née Bransfield), est enseignante et auteur de livres pour enfants. Sa sœur cadette, Aimee, est elle aussi écrivaine et actrice. Sa famille est d'origine aux trois quarts irlandaise, son père étant originaire du comté de Cork,. 
Heather suit les enseignements de l'Église catholique romaine de manière très stricte mais étant non-pratiquante, elle s'est éloignée totalement de l'Église. 
Après plusieurs déménagements, sa famille s'installe finalement à Agoura Hills, en Californie, lorsqu'elle a neuf ans.
En 1988, Heather Graham est diplômée de l'Agoura High School en Californie et poursuit ses études à UCLA (université de Californie à Los Angeles). Elle étudie l'anglais durant deux ans mais lors d'une initiation à la comédie, elle décide d'abandonner les cours pour devenir actrice à temps plein malgré l'opposition de ses parents. Elle déménage alors à Hollywood.
Elle travaille, un temps, pour l'entreprise Toys “R” Us.
À l'origine, si ses parents ont soutenu sa volonté de devenir actrice, ils sont cependant opposés à toute apparition dans des scènes dénudées ou à tendance sexuelle. Elle apparaît pourtant dans de nombreuses scènes, complètement nue, dans les films Boogie Nights, Feu de glace, ainsi que dans de nombreux rôles lesbiens : avec Lisa Zane dans Toughguy, avec Parker Posey dans The Oh in Ohio, avec Jessica Stroup dans Broken ou avec Jaime Winstone dans Boogie Woogie. La relation entre Heather Graham et ses parents, toujours fervents catholiques, est presque inexistante,.

### Carrière

#### Débuts, mannequinat et seconds rôles
Elle débute en travaillant dans le mannequinat, notamment pour Emanuel Ungaro et apparaît dans quelques publicités, puis, elle se produit sur scène en jouant dans des pièces de théâtre comme The Cave dwellers, The Time of Your Life mais aussi Les Sorcières de Salem.  
Sa première apparition – non créditée – à l'écran date de 1984 dans le film Mrs. Soffel, suivie de sa première apparition dans le téléfilm Student Exchange. 
En 1986, elle est apparue dans un épisode spécial Teen Week dans le jeu télévisée Scrabble (en), diffusé sur NBC. Par la suite, elle apparaît dans de nombreuses publicités télévisées et un épisode de la sitcom Quoi de neuf docteur ? en 1987.
En 1988, elle interprète son premier rôle avec Mercedes Lane, fille populaire du lycée, dans la comédie Plein pot (License to Drive). Sa participation lui vaut une nomination au Young Artist Awards dans la catégorie Meilleure jeune actrice dans une comédie ou un film fantastique. Elle y joue aux côtés des deux stars adolescentes les plus populaires, de l'époque, Corey Feldman et Corey Haim. 
Ses parents lui interdisent strictement d'accepter un rôle dans la comédie Fatal Games en raison du script riche en jurons. La même année, elle fait une apparition non créditée – lors de la scène de flashback dans le laboratoire – en incarnant la mère (jeune) d'Arnold Schwarzenegger et Danny DeVito, dans la comédie Jumeaux. Elle a aussi auditionné pour le rôle de Baby dans Dirty Dancing, qui est finalement revenu à Jennifer Grey. 
Mais se démarque surtout à cette période, son incursion dans le registre dramatique avec le film Drugstore Cowboy. Commercialisé en 1989, cette réalisation de Gus Van Sant est adaptée du livre du même titre, écrit par James Fogle en 1976. Le film reçoit le Prix CICAE de la Berlinale au Festival International du Film de Berlin. L'interprétation de l'actrice y est remarquée (elle y joue une droguée) et lui vaut une proposition pour le Film Independent's Spirit Awards de la meilleure actrice dans un second rôle.

#### Révélation au cinéma
En 1991, elle interprète le rôle d'Annie Blackburn, la sœur de Norma Jennings jouée par Peggy Lipton, dans une poignée d'épisodes de la série télévisée Twin Peaks. Elle reprend d'ailleurs ce même rôle dans le long métrage de David Lynch, Twin Peaks: Fire Walk with Me, sorti en 1992.
Parallèlement, elle est virée du tournage de Scorchers et fait des essais pour L.A. Story, mais le rôle est finalement attribué à Sarah Jessica Parker. 
Entre-temps, sa participation au drame musical Un cri du cœur (1991) avec John Travolta lui vaut sa seconde nomination lors des Young Artist Awards.
Puis, elle multiplie les rôles : la comédie d'action La Nuit du défi (1992) avec James Woods; le western présenté au Festival international du film de Toronto 1993, The Ballad of Little Jo avec Suzy Amis, Ian McKellen et Bo Hopkins. Elle collabore à nouveau avec Gus Van Sant afin de jouer un second rôle dans la comédie dramatique Even Cowgirls Get the Blues donnant la réplique à Uma Thurman, Lorraine Bracco et Keanu Reeves. En revanche, cette dernière production est massacrée par les critiques mais acquiert le statut de culte au fil des années.  
Sort ensuite Six degrés de séparation, d'après la pièce de théâtre éponyme de John Guare, une adaptation portée par Stockard Channing, Will Smith et Donald Sutherland. Puis, elle participe au film dramatique Mrs Parker et le Cercle vicieux qui s’intéresse à la vie de la poétesse Dorothy Parker (interprétée par Jennifer Jason Leigh) dans le New York des années 1920 dans le cercle littéraire de la table ronde de l'Algonquin. 
En 1995, elle auditionne pour jouer dans le film Hackers mais le rôle est attribué à Angelina Jolie. 
Mais c'est réellement en 1997, qu'elle accède au statut de star, lorsqu'elle interprète le rôle de Brandy Rollergirl dans le film Boogie Nights de Paul Thomas Anderson. Ce rôle, pour lequel l'actrice n'hésite pas à dévoiler ses charmes, lui vaut le MTV Movie & TV Awards de la meilleure révélation. La même année, elle fait un caméo dans Scream 2 de Wes Craven, reprenant le personnage interprété par Drew Barrymore dans le premier volet. 
Le succès de Boogie Nights lui permet de décrocher un rôle dans l'adaptation cinématographique de la série Perdus dans l'espace, qui est tièdement accueillie.  
Elle est aussi à l'affiche de plusieurs longs métrages issus du cinéma indépendant : Nowhere de Gregg Araki, vedette de Two Girls and a Guy aux côtés de Robert Downey Jr. et Natasha Gregson Wagner et tête d'affiche de la comédie dramatique Kiss & Tell de Jordan Alan avec Rose McGowan. 
En 1998, elle est supposée interpréter le premier rôle féminin du film Les Joueurs mais y renonce pour conflit d'emploi du temps.  
En 1999, l'année où elle est élue Star féminine de demain par le CinemaCon,, elle interprète Daisy dans la comédie Bowfinger, roi d'Hollywood aux côtés de Steve Martin et Eddie Murphy. Et elle est la partenaire sexy de Mike Myers dans Austin Powers 2 : L'Espion qui m'a tirée. Ces deux rôles lui valent une double proposition au Blockbuster Entertainment Awards de la meilleure actrice. Un prix qu'elle remporte pour Austin Powers. 

#### Confirmation en demie teinte

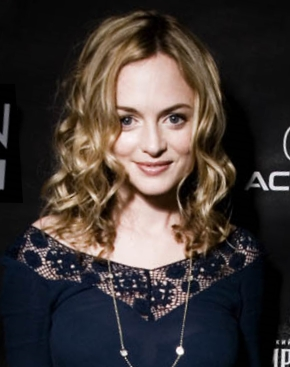
L'actrice photographiée en 2007.

En 2000, elle est en lice pour le titre de la meilleure actrice lors de la 26e cérémonie des Saturn Awards mais elle s'incline face à Christina Ricci pour Sleepy Hollow. La même année, elle rate de peu le rôle de Teri Polo dans Mon beau-père et moi. 
L'année suivante, elle poursuit son ascension en étant à l'affiche de nombreux longs métrages : Elle porte la comédie romantique Trop, c'est trop ! avec Chris Klein et Orlando Jones. Elle seconde Johnny Depp dans le thriller From Hell, une adaptation d'une bande dessinée d'Alan Moore et d'Eddie Campbell, qui a reçu le prix de la critique à Angoulême en 2001.  
La même année, elle rejoint la liste des 50 plus belles femmes du monde selon le magazine People et alors que l'actrice Shannon Elizabeth lui est préférée afin de jouer dans Jay et Bob contre-attaquent, elle abandonne le projet Things Behind the Sun, un drame musical.  
Elle est ensuite la vedette du drame Feu de glace avec Joseph Fiennes et elle fait partie du trio vedette de la comédie Le Gourou et les Femmes aux côtés de Jimi Mistry et Marisa Tomei. Succès commercial modéré au box-office mondial, cette production est en revanche un échec sur le territoire américain. Cette année-là, elle occupe la quatrième place des 102 femmes les plus sexy du monde selon le magazine Stuff et elle passe les auditions pour le rôle de Jenny dans Gangs of New York, finalement joué par Cameron Diaz. 
Entre 2002 et 2003, elle joue son propre rôle dans la série à succès Sex and the City. Elle réitère, en 2004, lorsqu'elle interprète le docteur Molly Clock dans les premiers épisodes de la quatrième saison de la série Scrubs.
En 2005, au cinéma, elle est remarquée par Abel Ferrara qui lui donne le rôle d'Elisabeth, la petite amie du journaliste incarné par Forest Whitaker dans Mary. Cette production franco-italienne aborde la question de la relation « amoureuse » entre Jésus et Marie-Madeleine et s'inspire du point de vue du théologien français Jean-Yves Leloup. 
La même année, elle est la productrice exécutive de la comédie romantique Cake dont elle est l'héroïne. Et Nicole Kidman est choisie pour tenir le rôle titre de Ma sorcière bien-aimée alors que Graham était fortement pressentie par la production.   
Entre 2006 et 2008, elle connaît une série de revers lorsque les films dans lesquels elle joue passent, pour la majorité, inaperçus : 
Elle produit une série télévisée dont elle est l'héroïne Emily's Reasons Why Not. Cet engagement l'empêche de rejoindre la série Veronica Mars, son rôle est alors attribué à Charisma Carpenter.
Elle participe au film choral, salué par les critiques, d'Emilio Estevez, Bobby, elle porte Gray Matters une romance avec Tom Cavanagh présentée au Festival international du film des Hamptons de 2006; elle est l'héroïne du thriller Broken complètement passé inaperçu pour lequel elle a appris à jouer de la guitare, lorsqu'elle interprète le morceau The Hanging Tree, écrit et composé par l'acteur Keram Malicki-Sánchez.
L'actrice Milla Jovovich lui est préférée pour tenir le premier rôle de Calibre 45.
Elle retourne vers le registre dramatique avec Adrift in Manhattan, le film met en scène une distribution d'ensemble, comprenant notamment Victor Rasuk, Dominic Chianese, Elizabeth Peña, et William Baldwin. Lors de sa sortie, le film a fait l'objet de critiques mitigées. Les productions suivantes Have Dreams, Will Travel et Un bébé à tout prix, n'amassent pas les foules, non plus. 
Elle peut cependant compter sur la fin de la décennie 2000 pour revenir, progressivement, au premier plan.
En effet, en 2009, elle tient le rôle de Jade, une strip-teaseuse généreuse dans la comédie Very Bad Trip, rôle que Lindsay Lohan avait refusé initialement. Ce rôle marque son retour sur le devant de la scène internationale. Le film remporte à la fois un succès critique, mais aussi un véritable succès commercial,. Bien qu'elle ne soit pas apparue dans le second volet, elle reprend le rôle de Jade dans le troisième et dernier volet de la trilogie. La même année, elle garde un pied dans l'indépendant en jouant avec Gillian Anderson et Alan Cumming dans la comédie dramatique Boogie Woogie.

#### Cinéma indépendant et télévision
En 2010, elle joue dans la comédie portée par Kevin Spacey, Father of Invention. Mais cette production est très mal reçu par les critiques. 
En 2011, elle subit le rejet d'un pilote, dont elle est l'un des premiers rôles, par le réseau Warner Bros. Television et elle joue les guest-star dans un épisode de Portlandia. Au cinéma, elle participe au film historique État de guerre et persiste dans le registre romantique avec The Last Days.
En 2012, elle est membre du jury lors du 15e Festival de Shanghai, présidé par Jean-Jacques Annaud. Cette année-là, elle est à l'affiche de deux productions dramatique : At Any Price qui met en vedette Zac Efron et About Cherry avec James Franco. Le premier est chaleureusement accueilli par les critiques, lorsque le second est un échec cinglant. 
En 2013, elle porte la comédie noire canadienne Compulsion aux côtés de Carrie-Anne Moss et elle seconde Daniel Radcliffe et Juno Temple dans le drame fantaisiste Horns. 
En 2014, elle devient l'héroïne d'une série de téléfilms adaptée de la série littéraire Fleurs captives de Virginia C. Andrews. Le premier volet, Les Enfants du péché diffusé en janvier 2014 sur Lifetime est un franc succès. Le second opus, Les Enfants du péché : Nouveau Départ, diffusé en mai 2014, réalise des performances inférieures mais honorables, tandis que le troisième volet, diffusé en 2015, Les Enfants du péché : Secrets de famille, est un échec,. L'actrice ne figure cependant pas au casting du quatrième et dernier volet, Les Enfants du péché : Les Racines du mal.
La même année, elle est un personnage récurrent de la septième saison de Californication face à David Duchovny. Au cinéma, elle participe à la comédie Mauvaises Fréquentations avec Selena Gomez et Dylan McDermott et elle reste fidèle à ses racines du cinéma indépendant en y enchaînant les productions. 
En 2016, elle prête sa voix pour le film d'animation Norm et elle joue dans la comédie My Dead Boyfriend, peu acclamée par les critiques. Puis entre 2016 et 2017, elle joue dans quelques épisodes de la série Flaked menée par Will Arnett et elle est, aussi, une invitée régulière d’Angie Tribeca, une comédie policière.
En 2017, elle est au cinéma avec le thriller Wetlands dans lequel elle donne la réplique à Adewale Akinnuoye-Agbaje et Jennifer Ehle, qui est un nouvel échec La même année, c'est encore à la télévision qu'elle participe à des projets plus exposés, en rejoignant la distribution de la mini-série saluée, Law and Order True Crime, portée par Edie Falco. 
En 2018, elle est la scénariste, la réalisatrice et l'héroïne de la comédie romantique Half Magic (en) avec Angela Kinsey et Stephanie Beatriz, une comédie romantique sur trois amies ayant décidé de se rebeller face à leurs relations amoureuses. Et elle est aussi l'un des premiers rôles de la sitcom comique Bliss. 
En fin d'année, il est annoncé que Heather Graham va adapter le roman The Hypnotist's Love Story de Liane Moriarty. L'auteure australienne s'est fait connaître mondialement avec l'adaptation de son roman Big Little Lies par le réseau HBO. Cette fois-ci développée par le réseau ABC, cette série permettra à l'actrice d'enfiler à nouveau la casquette de productrice exécutive et de poursuivre ses débuts en tant que réalisatrice. 
En 2019, elle tourne aux côtés de Sophie Nélisse, la comédie dramatique The Rest of Us qui s'intéresse à différentes relations mères-filles. Le film est présenté en avant-première au Festival international du film de Toronto. Dans le même temps, elle rejoint la distribution de la série télévisée Le Fléau.

### Vie privée
En 1992, elle est sortie avec James Woods, son partenaire de jeu dans le film La Nuit du défi.
De 2011 à 2018, elle est en couple avec le scénariste israélien Yaniv Raz.
Elle est aussi sortie avec Heath Ledger et la rock star britannique Adam Ant.

#### Engagements
Depuis 1991, Heather Graham pratique la méditation transcendantale après que David Lynch lui en a parlé alors qu'ils travaillaient sur Twin Peaks. Elle la pratique régulièrement depuis, à raison de 20 minutes deux fois par jour, « ce qui l'aide à rester centrée lorsque le stress entre dans sa vie ».
En 2007, elle a exprimé son aversion pour la téléréalité, déclarant dans une interview : « I don't really like to talk about my parents because I just feel that it gets misinterpreted in the press. »
En octobre 2017, elle rejoint la longue liste des actrices accusant le producteur Harvey Weinstein de harcèlement sexuel.

## Filmographie

### Cinéma

#### Longs métrages
- 1984 : Mrs. Soffel de Gillian Armstrong : une ouvrière (non créditée)
- 1988 : Plein Pot (License to Drive) de Greg Beeman : Mercedes
- 1988 : Jumeaux (Twins) d'Ivan Reitman : Mary Ann Benedict, jeune (non créditée)
- 1989 : Drugstore Cowboy de Gus Van Sant : Nadine
- 1990 : Je t'aime à te tuer (I Love You to Death) de Lawrence Kasdan : Bridget
- 1991 : Guilty as Charged de Sam Irvin : Kimberly
- 1991 : Un cri du cœur (Shout) de Jeffrey Hornaday : Sara Benedict
- 1992 : Twin Peaks: Fire Walk with Me de David Lynch : Annie Blackburn
- 1992 : La Nuit du défi (Diggstown) de Michael Ritchie : Emily Forrester
- 1993 : La Ballade de Little Jo (The Ballad of Little Jo) de Maggie Greenwald : Mary Addie
- 1993 : Even Cowgirls Get the Blues de Gus Van Sant : Cowgirl Heather
- 1993 : Six degrés de séparation (Six Degrees of Separation) de Fred Schepisi : Elizabeth
- 1994 : Don't Do It (en) d'Eugene Hess : Suzanna
- 1994 : Mrs Parker et le Cercle vicieux (Mrs. Parker and the Vicious Circle) d'Alan Rudolph : Mary Kennedy Taylor
- 1995 : Desert Winds de Michael A. Nickles : Jackie
- 1995 : Toughguy de James Merendino : Olive
- 1995 : Danse avec moi (Love Dance) de Eleanor Bergstein : la vendeuse de parfum
- 1996 : The First Man de Danny Kuchuck : Tricia
- 1996 : Swingers de Doug Liman : Lorraine
- 1996 : Entertaining Angels: The Dorothy Day Story (en) de Michael Ray Rhodes : Maggie Bowen
- 1997 : Nowhere de Gregg Araki : Lilith, la petite amie de Shad
- 1997 : Two Girls and a Guy de James Toback : Carla Bennett
- 1997 : Boogie Nights de Paul Thomas Anderson : Brandy Rollergirl
- 1997 : Kiss and Tell (en) de Jordan Alan : Susan Pretsel
- 1997 : Scream 2 de Wes Craven : Stab' Casey
- 1998 : Perdus dans l'espace (Lost in Space) de Stephen Hopkins : Dr Judy Robinson
- 1999 : Austin Powers 2 : L'Espion qui m'a tirée (Austin Powers: The Spy Who Shagged Me) de Jay Roach : Felicity Bonnebez
- 1999 : Bowfinger, roi d'Hollywood (Bowfinger) de Frank Oz : Daisy
- 2000 : Committed (en) de Lisa Krueger : Joline
- 2001 : Trop, c'est trop ! (Say It Isn't So) de J. B. Rogers (en) : Josephine Wingfield
- 2001 : Rencontres à Manhattan (Sidewalks of New York) d'Edward Burns : Anne Matthews
- 2001 : From Hell d'Albert et Allen Hughes : Mary Kelly
- 2002 : Feu de glace (Killing Me Sofly) de Chen Kaige : Alice Loudon
- 2002 : Le Gourou et les Femmes (The Guru) de Daisy von Scherler Mayer : Sharonna
- 2003 : Self Control de Peter Segal : Kendra (non créditée)
- 2003 : Hope Springs de Mark Herman : Mandy
- 2004 : Blessed (en) de Simon Fellows : Samantha Howard
- 2005 : Mary d'Abel Ferrara : Elizabeth Younger
- 2005 : Cake de Nisha Ganatra : Pippa McGee (également productrice exécutive)
- 2006 : The Oh in Ohio de Billy Kent : Justine, l'employée du Sex Shop (non créditée)
- 2006 : Bobby d'Emilio Estevez : Angela
- 2006 : Gray Matters de Sue Kramer : Gray Baldwin
- 2006 : Broken d'Alan White : Hope
- 2007 : Adrift in Manhattan d'Alfredo De Villa (en) : Rose Phipps
- 2007 : Have Dreams, Will Travel de Brad Isaacs : la tante de Cassie
- 2008 : Alien Love Triangle de Danny Boyle : Elizabeth (court métrage)
- 2008 : Un bébé à tout prix (Miss Conception) d'Eric Styles : Georgina Salt[39]
- 2009 : ExTerminators de John Inwood : Alex
- 2009 : Un bébé à bord (Baby on Board) de Brian Herzlinger (en) : Angela Marks
- 2009 : Very Bad Trip de Todd Phillips : Jade
- 2009 : Boogie Woogie de Duncan Ward : Beth Freemantle
- 2010 : Father of Invention de Trent Cooper (en) : Phoebe
- 2011 : The Flying Machine (en) de Martin Clapp et Dorota Kobiela : Georgie
- 2011 : The Last Days (Son of Morning) de Yaniv Raz : Josephine Tuttle[39]
- 2011 : État de guerre (5 Days of War) de Renny Harlin : Miriam Eisner[39]
- 2011 : Scream 4 de Wes Craven : Casey (caméo vidéographique avec les scènes de Scream 2)
- 2011 : Judy Moody et son été pas raté (en) (Judy Moody and the Not Bummer Summer) de John Schultz : tante Opal[39]
- 2012 : About Cherry de Stephen Elliott : Margaret (en attente d'une date de sortie en France[40])
- 2012 : At Any Price de Ramin Bahrani : Meredith Crown[39]
- 2013 : Very Bad Trip 3 de Todd Phillips : Jade
- 2013 : Compulsion d'Egidio Coccimiglio (en) : Amy[39]
- 2013 : Horns d'Alexandre Aja : Veronica
- 2014 : Goodbye to All That (en) d'Angus MacLachlan (en) : Stephanie (en attente d'une date de sortie en France[40])
- 2014 : Mauvaises Fréquentations (Behaving Badly) de Tim Garrick : Annette Stratton-Osborne[39]
- 2014 : Twin Peaks: The Missing Pieces (en) de David Lynch : Annie Blackburn[39]
- 2016 : Norm (Norm of the North) de Trevor Wall (en) : Vera (animation, voix originale)
- 2016 : My Dead Boyfriend (en) d'Anthony Edwards : Mary (en attente d'une date de sortie en France[40])
- 2017 : Déchaînés (en) (Last Rampage: The Escape of Gary Tison) de Dwight H. Little : Dorothy[39]
- 2018 : Half Magic (en) d'elle-même : Honey (également scénariste)
- 2019 : Wetlands d'Emanuele Della Valle : Savannah
- 2019 : Le Reste de nous (en) (The Rest of Us) d'Aisling Chin-Yee (en) : Cami Hayes
- 2020 : Desperados de LP : Angel de la Paz
- 2020 : Coup de foudre garanti (Love, Guaranteed) de Mark Steven Johnson : Tamara Taylor
- 2020 : Wander d'April Mullen : Shelley Luscomb
- 2021 : The Last Son de Tim Sutton : Anna
- 2023 : On a Wing and a Prayer de Sean McNamara : Terri White
- 2023 : Bonjour l'esprit de Noël ! de Mary Lambert : Charlotte Sanders
- 2023 : Chosen Family (en) d'elle-même : Ann
- 2025 : Gunslingers de Brian Skiba : Val

### Télévision

#### Téléfilms
- 1987 : Student Exchange de Mollie Miller : Dorrie Ryder
- 1992 : O Pionners! de Glenn Jordan : Alexandra Bergson, jeune
- 2014 : Les Enfants du péché (Flowers in the Attic) de Deborah Chow : Corrine
- 2014 : Les Enfants du péché : Nouveau Départ (Petals on the Wind) de Karen Moncrieff : Corrine Winslow
- 2015 : Les Enfants du péché : Secrets de famille (If There Be Thorns) de Nancy Savoca : Corrine Foxworth
- 2015 : Studio City de Sanaa Hamri : Stevie

#### Séries télévisées
- 1987 : Quoi de neuf docteur ? (Growing Pains) : Samantha (saison 2, épisode 13) / Cindy (saison 3, épisode 5)
- 1991 : Twin Peaks : Annie Blackburn (6 épisodes)
- 1995 : Fallen Angels : Carol Whalen (saison 2, épisode 6)
- 1996 : Au-delà du réel : L'aventure continue (The Outer Limits) : Alicia (saison 2, épisode 2 : Résurrection)
- 1996 : Bullet Hearts : Carlene Prue (pilote non retenu par 20th Century Fox Television)
- 1998 : Fantasy Island : Jackie (saison 1, épisode 1, non créditée)
- 1999 : Hotel Alexandria (mini-série de 6 épisodes)
- 2002-2003 : Sex and the City : Heather Graham[n 2] (2 épisodes)
- 2004 : Arrested Development : Beth Baerly (saison 1, épisode 14)
- 2004-2005 : Scrubs : Dr Molly Clock (9 épisodes)
- 2006 et 2008 : Emily's Reasons Why Not (en) : Emily Sanders (rôle principal, 6 épisodes - également productrice)
- 2011 : Portlandia : Heather (saison 1, épisode 6)
- 2011 : Little in Common : Ellie Weller (pilote non retenu par Warner Bros. Television)
- 2014 : Californication : Julia (9 épisodes, saison 7)
- 2016-2017 : Flaked : Tilly (4 épisodes)
- 2016-2018 : Angie Tribeca : Diane Duran (5 épisodes)
- 2017 : Law and Order True Crime : Judalon Smyth (mini-série, 7 épisodes)
- 2018 : Bliss (en) : Kim (6 épisodes)
- 2018-2019 : Get Shorty (en) : Hannah (3 épisodes)
- 2019 : The Hypnotist's Love Story : Ellen O'Farrell - également productrice exécutive[40] (pilote non retenu)
- 2020 : The Stand : Rita Blakemoor (saison 1, épisode 2)
- 2026 : Carrie

### Jeux vidéo
- 2004 : EverQuest II : Antonia Bayle / Queen de Qeynos (voix originale)
- 2015 : Call of Duty: Black Ops III : Jessica, la femme fatale (voix originale)

### Clips
- 1999 : American Woman de Lenny Kravitz (BO du film Austin Powers 2 : L'Espion qui m'a tirée)
- 2011 : The Day de Moby

### Comme productrice
- 2005 : Cake (long métrage)
- 2006-2008 : Emily's Reasons Why Not (en) (série télévisée, 6 épisodes)

## Distinctions
Sauf indication contraire ou complémentaire, les informations mentionnées dans cette section proviennent de la base de données IMDb.

### Récompenses
- Florida Film Critics Circle 1998 : meilleure distribution pour Boogie Nights[41]
- MTV Movie & TV Awards 1998 : meilleure révélation pour Boogie Nights
- National Association of Theatre Owners 1999 : Star féminine de demain
- Blockbuster Entertainment Awards 2000 : meilleure actrice dans une comédie pour Austin Powers 2 : L'Espion qui m'a tirée
- Festival du film de Hollywood 2006 : meilleure distribution pour Bobby[42]
- Festival international du film de San Diego 2017 : Virtuoso

### Nominations
- Young Artist Awards 1989 : meilleure jeune actrice dans un film comique où fantastique pour Plein pot
- Film Independent's Spirit Awards 1990 : meilleure actrice dans un second rôle pour Drugstore Cowboy
- Young Artist Awards 1992 : meilleure jeune actrice dans un film pour Un cri du cœur
- Screen Actors Guild Awards 1998 : meilleure distribution pour Boogie Nights[43]
- Blockbuster Entertainment Awards 2000 : meilleure actrice dans une comédie pour Bowfinger, roi d'Hollywood
- Kids' Choice Awards 2000 : meilleur couple dans un film pour Austin Powers 2 : L'Espion qui m'a tirée, nomination partagée avec Mike Myers
- Saturn Awards 2000 : meilleure actrice pour Austin Powers 2 : L'Espion qui m'a tirée
- Critics' Choice Movie Awards 2007 : meilleure distribution pour Bobby[43]
- Screen Actors Guild Awards 2007 : meilleure distribution pour Bobby[43]
- Awards Circuit Community Awards 2009 : meilleure distribution pour Very Bad Trip[44]

## Voix francophones
En France, Marie-Eugénie Maréchal (dont Boogie Nights et Very Bad Trip) est la voix française la plus régulière de Heather Graham. Anneliese Fromont (dont Self Control), Marie-Laure Dougnac (notamment dans Feu de glace et Scrubs) et Marie Giraudon (dont Judy Moody et L'Autre Zoey) l'ont doublée respectivement à quatre reprises pour la première et trois fois pour les deux suivantes. Danièle Douet l'a aussi doublé à trois reprises lors d'une suite de téléfilms. Également, à deux occasions chacune, Dorothée Jemma, Marine Jolivet, Rafaèle Moutier, Léa Gabriele et Sylvie Jacob l'ont également doublé. Par ailleurs, lors des films Mrs. Soffel, Jumeaux et Même les cow-girls ont du vague à l'âme, l'actrice n'a pas été doublée n'ayant pas de dialogues.
Au Québec, Lisette Dufour est la voix québécoise régulière de l'actrice. Julie Beauchemin et Isabelle Leyrolles l'ont aussi doublé à deux occasions.